# Conteur
Pour l’article ayant un titre homophone, voir compteur.
 (octobre 2009).
Si vous disposez d'ouvrages ou d'articles de référence ou si vous connaissez des sites web de qualité traitant du thème abordé ici, merci de compléter l'article en donnant les références utiles à sa vérifiabilité et en les liant à la section « Notes et références ».

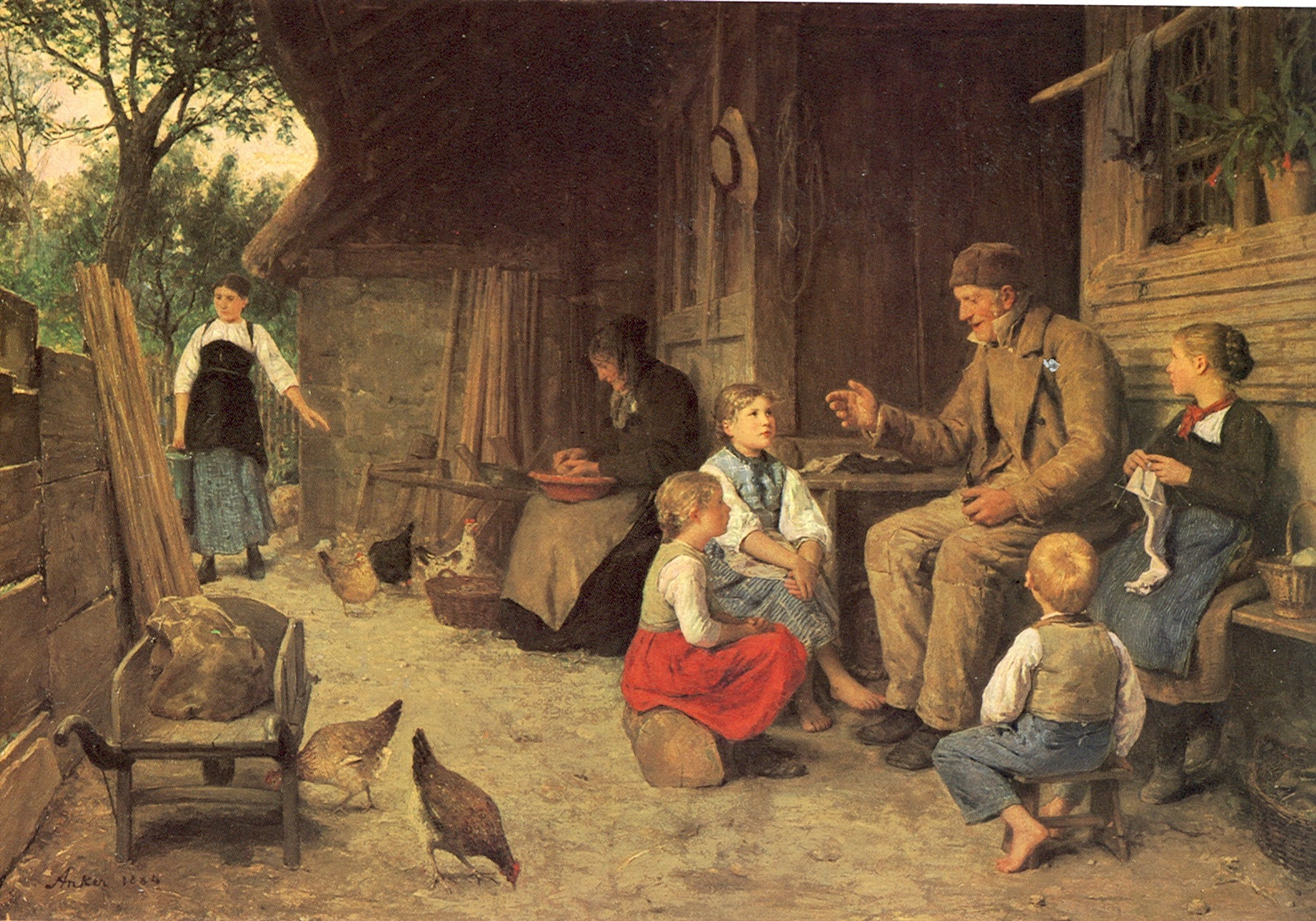
Huile sur toile datée de 1884 et provenant de Suisse. Elle représente une personne âgée (conteur) qui raconte une histoire à des enfants (auditeurs) dans un cadre de vie rural.

On appelle conteur ou conteuse, celui qui raconte oralement une histoire sans support autre que ses connaissances, son imaginaire et ses talents d'improvisation.
L'art du conteur se différencie donc à la fois de celui de l'écriture, de la lecture à voix haute, et de la simple récitation.
Le statut du conteur varie selon les pays et les cultures. En France, la profession d'artiste-conteur est en cours de reconnaissance au même titre que le métier d'acteur ou de tout autre artiste du spectacle.

## Dans les sociétés occidentales
En Occident, depuis l'aède et le rhapsode grec jusqu'au conteur de l'époque moderne, en passant par le barde celte et le troubadour du Moyen Âge, la tradition orale du conte a perduré jusqu'à ce que la baisse de l'analphabétisme, à partir de la fin du XVIIIe siècle, fasse disparaître la nécessité d'un recours systématique à la mémoire des conteurs pour se rappeler une histoire. Le répertoire des conteurs traditionnels, bouleversé au cours de l'histoire par les apports extérieurs de l'immigration et l'histoire littéraire, et de l'intérieur par les aléas de la mémoire et de l'imagination des conteurs, n'a été l'objet d'investigations scientifiques qu'à partir du XIXe siècle, alors que la tradition orale était en passe de se raréfier et de s'éteindre.
C'est seulement depuis le milieu du XXe siècle que les anthropologues s'intéressent non seulement aux contes, mais également à l'art des conteurs.

### Renouveau du conte
À partir des années 1970, on assiste en France comme aux États-Unis ou au Canada à un regain d'intérêt pour l'art du conteur, qui prend la forme d'un renouveau du conte. Distinct de la tradition orale, ce nouvel art du conteur s'appuie davantage sur les récits écrits mais accorde aussi une plus grande importance à l'aspect spectaculaire. Dans un rapport de proximité avec son auditoire, le conteur venait animer le cercle familial lors des veillées rurales, et désormais anime les après-midis ou les soirées d'un public plus hétéroclite, très souvent au sein d'institutions publiques comme l'école, la bibliothèque, le théâtre, le café... Aux lumières de la cheminée se sont substituées celles, souvent tamisées, des projecteurs, mais toujours subsiste le souci d'un rapport intime avec un nombre restreint de spectateurs. 
Dans ce nouvel art du conteur, des fonctions sociales ont disparu : transmission de certains rites religieux, avertissement des dangers encourus par la communauté (famine, loups...) ; d'autres perdurent tout en étant passablement transformées : éducation des enfants, lien social au sein d'une même communauté de travail, construction d'histoires collectives ; et enfin certaines apparaissent : expression artistique, morale, politique, ciment culturel au sein d'une même communauté urbaine.

## Dans les sociétés traditionnelles
En Afrique, griots et « griottes » exercent cette fonction de conteurs. Ils ont pour métier, outre la conservation et la diffusion de la tradition orale, de composer et de relater une geste familiale, clanique ou tribale lors des cérémonies, par exemple les mariages. On pourrait ainsi les comparer aux rhapsodes grecs, aux bardes celtiques, aux troubadours du sud de la France ou aux trouvères qui exercent leurs talent en France entre le XIe et le XIVe siècles, aux ménestrels, ou aux Minnesänger allemands. 
Au Japon, société moderne très attachée à ses traditions, les geishas peuvent être considérées comme des conteuses. Les rakugoka sont les conteur du rakugo, un style très particulier de conte traditionnel.
En Arménie, les conteurs, ambulants-professionnels, participaient à toutes les festivités du pays. C'est ainsi qu'a circulé la tradition orale. On les appelle gousani.
Mais le rôle du conteur ne se réduit pas à une fonction de « conservation du patrimoine », étant donné que chacun imprime à son récit sa patte propre, et fait ainsi évoluer le répertoire.

## État des lieux en France
Les spectacles en direction de publics scolaires ou de jeunes publics sont fréquents. Pratiquement toutes ces manifestations sont subventionnées ou quelquefois organisées par des collectivités locales (communes ou départements). Elles sont souvent gérées par des associations créées pour la circonstance et liées à des réseaux importants (bibliothèques, foyers ruraux, FOL, MJC, offices du tourisme etc.). Une grande majorité ont des financements du ministère de la Culture par le biais des DRAC et sont soutenues quelquefois par le ministère de la Jeunesse et des Sports. 
En parallèle des festivals, des stages de formation, des rencontres de conteurs amateurs, des expositions et des débats autour de thèmes liés à la littérature orale sont souvent programmés, souvent dans les bibliothèques, mais aussi dans d'autres institutions culturelles.
En France, l'artiste-conteur est un travailleur salarié et une liste faisant figurer les conteurs parmi les artistes du spectacle a été annexé au code du travail. L'artiste bénéficie à ce titre de la présomption de salariat et des droits sociaux et de formation qui y sont liés. Ce qui caractérise un spectacle professionnel, c'est la rémunération. Les programmateurs se référeront donc aux contrats et aux obligations relatifs du spectacle vivant.